# Костополь (станция)
Костополь — промежуточная железнодорожная станция на линии Ровно — Сарны Львовской железной дороги, которая находится в городе Костополь Ровненского района Ровненской области Украины.

## История
В 1883 году через местечко Костополь Ровенского уезда Волынской губернии Российской империи началось строительство железной дороги, 2 (14) августа 1885 года здесь была открыта станция.
В ходе Первой мировой войны станция оказалась в прифронтовой зоне и через неё шло снабжение войск действующей армии.
После окончания советско-польской войны Костополь остался в составе Волынского воеводства Польши, в сентябре 1939 года — вошёл в состав СССР.
В ходе Великой Отечественной войны с 1 июля 1941 до 14 января 1944 года Костополь находился под немецкой оккупацией. В ходе боевых действий и в период оккупации станция пострадала, но в дальнейшем была восстановлена и возобновила работу.